# Sobór św. Teodozjusza w Cleveland
Sobór św. Teodozjusza – sobór prawosławny w Cleveland. Świątynia parafialna w dekanacie Cleveland diecezji Środkowego Zachodu Kościoła Prawosławnego w Ameryce. Znajduje się na liście National Register of Historic Places.

## Historia
Sobór został wzniesiony w 1911. Na początku XXI wieku przeszedł gruntowny remont i został ponownie poświęcony. Nabożeństwa w soborze odbywają się w języku angielskim.
Świątynia pojawiła się w dramacie Michaela Cimino Łowca jeleni z 1978 roku w scenie ślubu.

## Architektura
Sobór jest wzniesiony na planie nieregularnego wieloboku. Wejście do cerkwi prowadzi przez pojedyncze drzwi z portalem. Na fasadzie obiektu znajdują się cztery rozmieszczone symetrycznie półkoliste okna oraz rozeta. Takie kształty mają również okna na bocznych ścianach budynku. Cerkiew posiada 11 cebulastych kopuł różnej wielkości, malowanych na zielono (całość wzniesiona jest z jasnobrązowej cegły). Wszystkie są zwieńczone krzyżami prawosławnymi, które pojawiają się także jako motyw zdobniczy nad rozetami.